# Hermann Willebrand

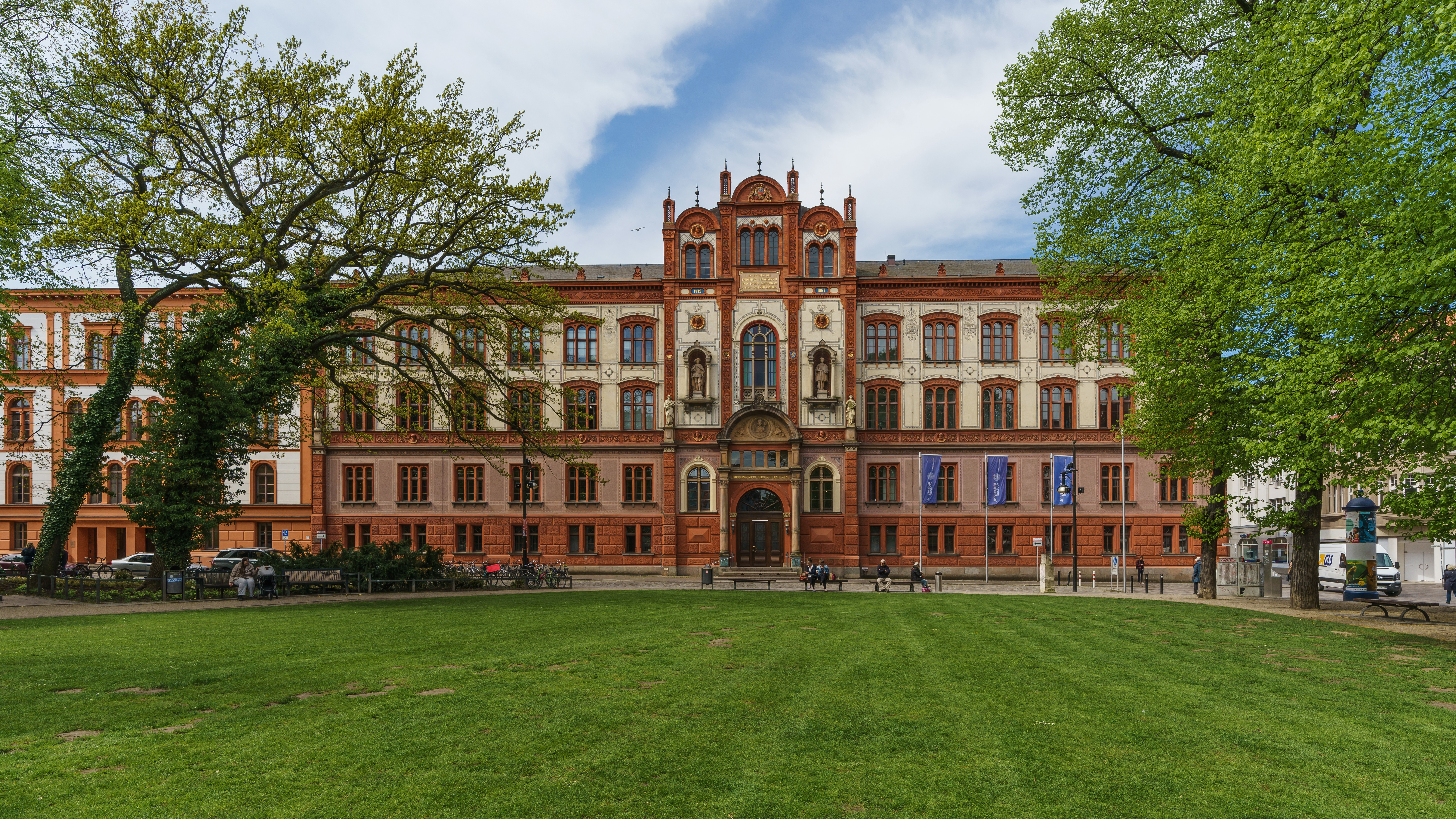
Universitetet i Rostock

Herrmann Bogislaw Helmuth Willebrand, född 16 mars 1816 i Melz vid Röbel i storhertigdömet Mecklenburg-Schwerin, död 10 juni 1899 i Schwerin, var en tysk arkitekt.
Willebrand studerade i Berlin, vid universitetet och Konstakademien samt även vid Bauakademie, bland andra under Friedrich August Stüler. Han blev ledande arkitekt vid utförandet av arsenalen i Schwerin, i florentinsk ungrenässans, och var 14 år sysselsatt med fullbordandet av det praktfulla slottet i samma stad (anlagt av Wallenstein). Som självständig arkitekt utförde han i Schwerin gymnasiebyggnaden, arvstorhertigens palats, statsmuseet m.m. och i Rostock universitetshuset, en tämligen originellt utrustad renässansbyggnad, fullbordad 1870.